# Die Mitschuldigen
Die Mitschuldigen ist ein Lustspiel von Johann Wolfgang von Goethe. Die erste Fassung entstand als Einakter zwischen November 1768 und Februar 1769, die zweite zwischen Juni und September 1769. Das Stück wurde am 9. Januar 1777 mit Goethe in der Rolle des Alcest im Weimarer Liebhabertheater uraufgeführt. 1787 lag der Erstdruck der bis April 1783 überarbeiteten Fassung vor.

## Inhalt

### Ein Lustspiel in einem Akte
Ort der Handlung ist ein Wirtshaus. Söller, im Domino, bricht nachts ins Zimmer eines begüterten Gasts ein, öffnet mit dem Dietrich eine Schatulle, entnimmt ihr einen größeren Geldbetrag und monologisiert
Mein Schwiegervater meint, ich sei die Nacht zum Balle,
Das glaubt auch meine Frau, und ich betrüg sie alle.
Der Dieb muss sich im Alkoven verbergen, denn jener Schwiegervater, der Wirt höchstselbst, kömmt im Schlafrock, der Nachtmütze und Pantoffeln, mit einem Wachsstock (Kerze mit Halter) furchtsam zur Nebentüre herein. Der Alte ist klatschsüchtig und schnüffelt in den Briefen des Gasts nach Novitäten. Da nähert sich jemand auf Weiberschuhen. Der Wirt bläst die Kerze aus, lässt sie fallen und macht sich davon. Sophie, die Wirtstochter und oben erwähnte Ehefrau Söllers, betritt das Zimmer zu einem nächtlichen Stelldichein mit dem nicht anwesenden Gast. Söller, immer noch verborgen, muss mitanhören, wie es im Innern seiner Frau ausschaut.
Kalt, spröde war dies Herz, eh es Alcest erweichte.
Alcest, so heißt also der Bestohlene, hat sich im Wirtshaus einquartiert, weil er mit Sophie anbändeln möchte. Die Chancen stehen gut, gibt Sophie dem verborgenen Ehemann unbeabsichtigt kund.
Das Schicksal trennt uns bald und, ach für meine Sünden,
Muß ich mich, welch ein Muß! mit einem Vieh verbinden.
Sophie ist mithin eine alte Freundin Alcests und hat dummerweise ein Vieh geehelicht.
Alcest tritt nun auf und will Sophie umgarnen. Söller, immer noch auf Horchposten, kommt zu der Überzeugung, er sei ein gehörnter Ehemann. Dem ist aber nicht so: Seine Frau überlegt es sich anders und geht.
Am nächsten Morgen beschuldigen sich in der Wirtsstube Vater und Tochter unter vier Augen gegenseitig des nächtlichen Griffs in Alcests Schatulle. Immerhin wurden achtzig Taler entwendet, eröffnet wenig später Alcest dem Wirt – ebenfalls unter vier Augen. Erstaunt muss Alcest erfahren, dass die schöne Sophie die Diebin sein soll. Alcest, der Sophie begierig liebt, kann verzeihen. Er legt sich probeweise einen passenden Spruch zurecht.
Madam, sie haben doch das Geld genommen? Gut.
Es ist mir herzlich lieb, nur ohne Furcht bedienen
Sie sich des wenigen; was mein ist, ist auch Ihnen.
Leider läuft der Dialog, so gut geplant, mit Sophie dann aber gründlich schief. Alcest sagt Sophie die Anschuldigung des Vaters ins Gesicht. Das klingt erpresserisch. Will Alcest sie seinen Wünschen gefügig machen? Sophie ist außer sich.
Mein Vater scheut sich nicht, mir meinen Ruf zu rauben.
Und sie, Alcest und sie! Sie konntens würklich glauben?
Worte haben eine Liebesaffäre, die gerade wieder beginnen wollte, abrupt beendet.
Alcest, der feine Herr, liest Söller noch die Leviten, weil er Sophie nicht zum Maskenball mitnahm, und zieht den Degen. Es geht hin und her. Alcest steckt den Degen wieder ein, denn beide Kontrahenten haben Dreck am Stecken, resümiert Söller frech.
Ich stahl dem Herrn sein Geld, und er mir meine Frau.
Sophie ist auch nicht viel edler als ihr Vater. Vor Alcest bezichtigen sich Vater und Tochter zum Schluss gegenseitig des Diebstahls. Alcest weiß es besser und findet die Lösung. Sophie, der Wirt und Söller dürfen den schönen Batzen Geld teilen. Fatal, alle vier Akteure haben sich durch verwerfliches Tun und Reden bloßgestellt; stehen blamiert da.

### Ein Lustspiel in drei Aufzügen

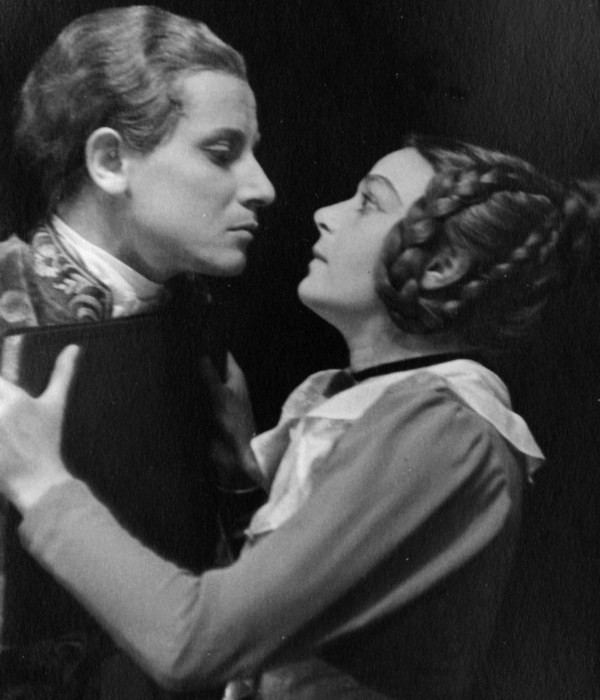
Dieter Borsche mit Lotte Berger in Die Mitschuldigen (1937)

Gegenüber dem Einakter bleibt alles beim Alten. Nur werden in dieser Erweiterung eingangs
- handelnde Personen charakterisiert

- Der Wirt beschreibt seinen Schwiegersohn Söller als Taugenichts.
- Alcest logiert im Wirtshaus zum schwarzen Bären als Lebemann
Und hat nicht Herr Alcest zwei Stuben und den Saal?
- Handlungen motiviert

- Alcest steigt im Wirtshaus wegen Sophie ab.
- Der Wirt schnüffelt in den Briefen, weil er unter Zeitdruck steht. Alcest sprach von Abreise.
- Das Stelldichein zwischen Sophie und Alcest wird en détail vorbereitet.
- Söller bezahlt mit dem gestohlenen Geld Spielschulden.
Alcest ist ganz zum Schluss nicht mehr so freigebig wie in der Erstfassung. Er lässt sich den Rest seines Geldes vom Dieb Söller zurückgeben.

## Entstehung
Die erste Fassung des Stückes schrieb Goethe vermutlich kurz nach seiner Rückkehr aus Leipzig Anfang 1769. Der Autor nannte es in einem Brief an Friederike Oeser am 13. Februar 1769 „eine Farce“ und wollte damit offenbar die gesellschaftlichen Verhältnisse seiner Geburtsstadt karikieren. 
Die zweite Version entstand wahrscheinlich in der zweiten Jahreshälfte 1769 und beinhaltete die Splittung in drei Akte. Nach dem Vorbild Minna von Barnhelms wurde mit dem ersten Akt eine Exposition gefertigt, außerdem zeichnete Goethe die Charaktere ernsthafter. In dieser Form kam das Stück erstmals auf die Bühne, wobei der Verfasser selbst den Alcest und Corona Schröter die Sophie spielte. Ferner gab Friedrich Justin Bertuch den Söller und Johann Karl August Musäus den Wirt.
Zwischen 1780 und 1783 arbeitete Goethe die dritte Version aus, die einen noch ernsthafteren Charakter trägt und auf zeitgeschichtliche Anspielungen weitgehend verzichtet. Diese fand Eingang in den zweiten Band der 1787 von Georg Joachim Göschen verlegten Werkausgabe. In einem Brief an Friedrich Schiller vom 17. Januar 1805 zeigte sich der Autor auch mit dem letzten Bearbeitungsstand unzufrieden und nahm im Exemplar des Weimarer Theaters weitere Änderungen vor. Goethe selbst inszenierte es dort von 1805 bis 1816 insgesamt 27 mal, jedoch ist diese letzte Fassung nicht erhalten.

## Selbstzeugnisse
„Die Mitschuldigen, schlecht gespielt.“

„die Mitschuldigen glücklich gespielt.“

„Daß meine eigenen Sachen gut gegeben worden und eine freundliche Aufnahme gefunden, ist mir sehr angenehm. … ich kann wohl sagen, daß die Mitschuldigen, die ich vor beynahe 40 Jahren in Leipzig schrieb, und die neueren Sachen, in die ich die Resultate meines Lebens zusammengedrängt habe, in sinnlicher Gegenwart auf ein größeres Publicum wirksam gewesen.“

„Die Wirkung der Mitschuldigen ist ganz die rechte. Ein sogenanntes gebildetes Publicum will sich selbst auf dem Theater sehen und fordert ungefähr eben soviel vom Drama als von der Societät.“

### Sekundärliteratur
- Richard Friedenthal: Goethe – sein Leben und seine Zeit. S. 70–71. R. Piper Verlag München 1963
- Sven Aage Jørgensen, Klaus Bohnen, Per Øhrgaard: Aufklärung, Sturm und Drang, frühe Klassik 1740–1789. S. 442. In Helmut de Boor (Hrsg.), Richard Newald (Hrsg.): Geschichte der deutschen Literatur, Band VI. München 1990, ISBN 3-406-34573-5
- Nicholas Boyle: Goethe. Der Dichter in seiner Zeit. Bd. 1: 1749–1790. S. 110–113. München 1995, ISBN 3-406-39801-4
- Gero von Wilpert: Goethe-Lexikon (= Kröners Taschenausgabe. Band 407). Kröner, Stuttgart 1998, ISBN 3-520-40701-9, S. 709–710.
- Karl Otto Conrady: Goethe – Leben und Werk. S. 90–93. Düsseldorf und Zürich 1999, ISBN 3-538-06638-8

## Verfilmungen
Für das deutsche Fernsehen wurde der Stoff viermal adaptiert.
- Die Mitschuldigen. BRD 1961 (Erstsendung ARD: 28. August 1961). Regie: Hans Schweikart, mit Alfred Balthoff als Wirt, Gertrud Kückelmann als Sophie, Jürgen Goslar als Söller, basierend auf dem Lustspiel in einem Akte, fernsehspiele.
- Die Mitschuldigen, BRD 1967 (Erstsendung ZDF: 21. Mai 1967). Regie: Hans Litzau, mit Max Mairich, Martin Benrath, Elisabeth Orth, Herbert Mensching.
- Die Mitschuldigen, DDR 1982 (Erstsendung DDR2: 29. Mai 1982). Regie: Rainer Flath, mit Horst Rehberg als Wirt, Cornelia Lippert als Sophie, Hartmut Schreier als Söller.
- Die Mitschuldigen, BRD 1988 (Erstsendung ARD 1PLUS: 30. September 1988). Regie: Oskar Krüger, mit Andreas Hanft als Wirt, Katja Nottke als Sophie, Detlef Bierstedt als Söller.

## Hörspiele
- 1925: Die Mitschuldigen – Regie und Sprecher: Hermann Beyer (NORAG)
- 1925: Die Mitschuldigen (Schlesische Funkstunde AG, Breslau)
- 1925: Die Mitschuldigen – Regie: Willi Wittig (WEFAG)
- 1925: Die Mitschuldigen – Bearbeitung und Sprecher: Rolf Prasch (ORAG)
- 1925: Die Mitschuldigen – Regie: Max Heye (SÜRAG)
- 1925: Die Mitschuldigen – Regie: Gerd Fricke (SÜWRAG)
- 1926: Die Mitschuldigen – Regie und Sprecher: Hermann Beyer (NORAG)
- 1926: Die Mitschuldigen – Regie: Fritz Walter Bischoff (Schlesische Funkstunde AG, Breslau)
- 1946: Die Mitschuldigen – Regie: Martin Hellberg (BR)
- 1949: Die Mitschuldigen – Regie: Rudolf Noelte (RIAS)
- 1958: Die Mitschuldigen – Regie: Paul Hoffmann (SWF)
- 1960: Die Mitschuldigen – Regie: Paul Hoffmann (SDR)